# Войтович Клавдія Олександрівна
Клавдія Олександрівна Войтович (нар. 24 листопада 1920, Тирасполь) — радянський біолог-фітопатолог, імунолог. Доктор біологічних наук з 1970 року.

## Біографія
Народилась 24 листопада 1920 року в Тирасполі. У 1947 році закінчила Кишинівський сільськогосподарський інститут імені М. В. Фрунзе. У 1947—1960 роках — на науково-дослідній роботі. У 1960—1979 роках — завідувачка лабораторії імунітету Молдавського науково-дослідного інституту виноградарства і виноробства. З 1979 року — науковий консультант відділу захисту рослин цього інституту.

## Наукова діяльність
Спільно з Д. Д. Вердеревським розробила метод боротьби проти мілдью шляхом обприскування виноградників за інкубаційними періодами, методи польової і лабораторної оцінки стійкості до основних хвороб винограду, метод ступінчастої селекції отримання комплексностійких сортів винограду; вивчила расовий склад збудника мілдью в Молдавії та інших виноградарських районах СРСР.
Співавтор 14 нових сортів винограду, що володіють комплексною стійкістю до мілдью, оїдіуму, сірої гнилі, а деякі і до антракнозу, філоксери і морозу (найбільш перспективні з них розмножуються і використовуються для селекції в Молдові, Криму, Росія, Болгарії, Румунії). Автор понад 130 робіт. Серед них:
- Милдью винограда. — К., 1970 (у співавторстві);
- Новые комплексноустойчивые сорта винограда и методы их получения. — К., 1981.